# ウォルター・ラウシェンブッシュ

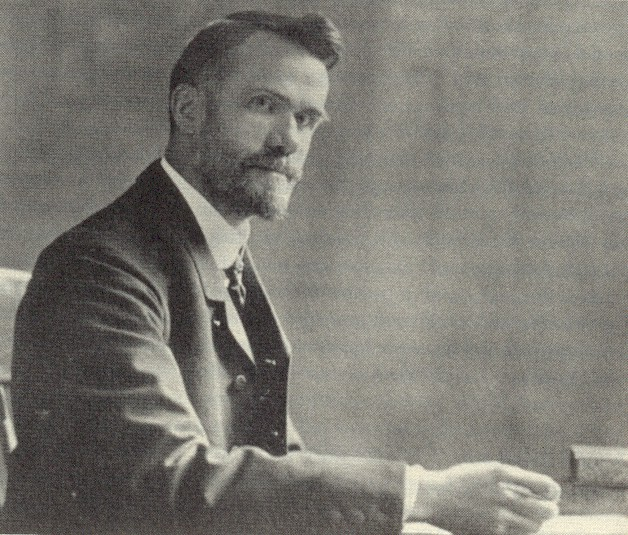
ウォルター・ラウシェンブッシュ

ウォルター・ラウシェンブッシュ（Walter Rauschenbusch、1861年10月4日 - 1918年7月25日）は、アメリカのバプテスト派の自由主義神学に立つ牧師で、社会的福音の預言者と呼ばれている。
ロチェスター神学校の教会史の教授であった。ニューヨークのウェスト・エンド教会で11年間牧師として活動して、ドイツからの移民や労働者の悲惨な生活を見て、社会問題のために福音を再検討した。
1907年に『キリスト教と社会的危機』において、ラウシェンブッシュは社会的キリスト教を預言者の時代から使徒時代の歴史的展開において明らかにし、虐げられた者への聖書的関心を協調した。また資本主義社会の経済的自由競争は利己主義的で、教会と社会の崩壊を招く危険を訴えた。
また、1917年には『社会的福音の神学』を著し、社会改革の神学的な基礎付けを行った。
社会的福音は、根本主義者から強い反発を受けたが、次第に諸教派の中に浸透していった。
社会的福音は現代的生活と社会的正義の実現に焦点をあてて、労使関係に大きな注意を払い労働時間の短縮を促した。

## 著書
- 『キリスト教と社会的危機』 1907年
- 『社会的福音の神学』 1917年